# Rubus ehrnsbergeri
Rubus ehrnsbergeri es una especie de planta del género Rubus, perteneciente a la familia Rosaceae.

## Taxonomía
Rubus ehrnsbergeri fue descrita por H. E. Weber en 2003.

## Distribución
Se encuentra en el territorio de Alemania.